# M9 (球狀星團)
 M9或梅西耶9 (也稱為NGC 6333) 是在星座蛇夫座的一個球狀星團。它位於星座南側，在天市左垣十一（宋，蛇夫座η) 的西南方，即在暗塵埃雲巴納德64的上方。它是法國天文學家查爾斯·梅西耶於1764年6月3日發現的，梅西耶描述其為「沒有恆星的星雲」。1783年，英國天文學家威廉·赫歇爾使用他的反射鏡才分辨出星團內的一顆顆的恆星。他估計這個星團的直徑為7-8弧分，中心附近密集著恆星。
M9的視星等為7.9，角直徑為9.3弧分，可以用小口徑的望遠鏡看到。它是離銀河系中心較近的球狀星團之一，距離銀河系中心約5,500光年，與地球的距離為25,800光年。
這個星團的總光度約為太陽的120,000倍，絕對星等為 -8.04。M9中最亮恆星的視星等13.5，可以在中等大小的望遠鏡中看見。在M9中發現了24顆變星：21天琴座RR型變星，加上一顆長週期變星、第二型造父變星和一顆大陵五型變星（食雙星）。沒有發現藍掉隊星或鳳凰座SX型變星。根據天琴座RR型變星的週期，這個星團被歸類為奧斯特霍夫第二型球狀星團，排除了起源於銀河系外的可能。
在M9東北方向約80'（1+1⁄3度）處是較暗的球狀星團NGC 6356，而在東南方向則是同樣黯淡的球狀星團NGC 6342。

## 圖集

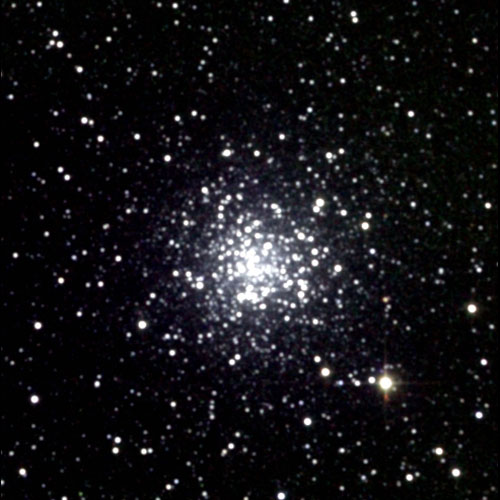
來自2微米全天巡天的M9影像。
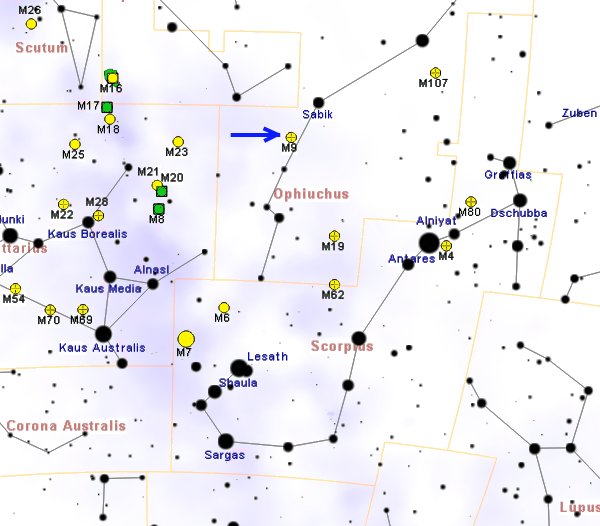
顯示M9位置的星圖。

## 外部連結
- Messier 9, SEDS Messier pages
- M9, Galactic Globular Clusters Database page
- The glittering stars of Messier 9, March 16, 2012, Tg Daily Staff, TG Daily
- NASA Astronomy Picture of the Day: Messer 9 Close Up (23 March 2012)
- WikiSky上关于M9 (球狀星團)的内容：DSS2, SDSS, GALEX, IRAS, 氢α, X射线, 天文照片, 天图, 文章和图片

| 天文學目錄  | 天文學目錄                                                | 天文學目錄 |
| ----------- | --------------------------------------------------------- | ---------- |
| NGC天體表： | NGC 6331 - NGC 6332 - NGC 6333 - NGC 6334 - NGC 6335      |            |
| HD星表：    | HD 156585 - HD 156586 - HD 156587 - HD 156588 - HD 156589 |            |